# オースティン・シェントン
オースティン・P・シェントン（Austin P. Shenton, 1998年1月22日 - ）は、 アメリカ合衆国ワシントン州スポケーン出身のプロ野球選手（三塁手）。右投左打。MLBのシアトル・マリナーズ傘下所属。

## 経歴

### プロ入り前
2016年のMLBドラフト34巡目（全体1022位）でクリーブランド・インディアンスから指名されたが、この時は契約せずにフロリダ国際大学へ進学した。

### プロ入りとマリナーズ傘下時代
2019年のMLBドラフト5巡目（全体156位）でシアトル・マリナーズから指名され、プロ入り。契約後、傘下のA-級エバレット・アクアソックスでプロデビュー。A級ウェストバージニア・パワーでもプレーし、2チーム合計で53試合に出場して打率.298、7本塁打、36打点を記録した。
2020年はCOVID-19の影響でマイナーリーグの試合が開催されなかったため、公式戦の出場は無かった。
2021年は5月のマイナーリーグ開幕からA+級エバレットとAA級アーカンソー・トラベラーズでプレーした。

### レイズ時代
2021年7月29日にディエゴ・カスティーヨとのトレードで、J.T.シャギワと共にタンパベイ・レイズへ移籍した。移籍後は傘下のAA級モンゴメリー・ビスケッツでプレーし、移籍前を含めた3チーム合計で80試合に出場して打率.295、14本塁打、70打点、1盗塁を記録した。
2022年はAA級ウェストバージニア・パワーでプレーし、52試合に出場して打率.236、8本塁打、29打点を記録した。
2023年はAA級モンゴメリーとAAA級ダーラム・ブルズでプレーし、2チーム合計で134試合に出場して打率.304、29本塁打、99打点を記録した。オフの11月14日にルール・ファイブ・ドラフトでの流出を防ぐために40人枠入りした。
2024年は開幕をメジャーで迎え、3月31日のトロント・ブルージェイズ戦でメジャーデビューを果たした。オフの11月18日にDFAとなった。

### マリナーズ復帰
2024年11月19日に金銭トレードでシアトル・マリナーズへ移籍した。開幕からマイナー・オプションでAAA級タコマ・レイニアーズに配属されたが、アクティブ・ロースター入りすることなく、5月20日にDFAとなり、5月26日にマイナー契約となった。

## プレースタイル
打球をフィールド全体へ広角に打ち分ける打撃が売り物で、長打力も成長中である。守備では三塁手としての守備に課題があるのと肩が強さから将来的には外野の両翼へのコンバートを予想する声もある。

## 詳細情報

### 年度別打撃成績
| 年 度    | 球 団    | 試 合 | 打 席 | 打 数 | 得 点 | 安 打 | 二 塁 打 | 三 塁 打 | 本 塁 打 | 塁 打 | 打 点 | 盗 塁 | 盗 塁 死 | 犠 打 | 犠 飛 | 四 球 | 敬 遠 | 死 球 | 三 振 | 併 殺 打 | 打 率 | 出 塁 率 | 長 打 率 | O P S |
| -------- | -------- | ----- | ----- | ----- | ----- | ----- | -------- | -------- | -------- | ----- | ----- | ----- | -------- | ----- | ----- | ----- | ----- | ----- | ----- | -------- | ----- | -------- | -------- | ----- |
| 2024     | TB       | 19    | 50    | 42    | 3     | 9     | 5        | 0        | 1        | 17    | 3     | 0     | 0        | 0     | 0     | 8     | 0     | 0     | 14    | 1        | .214  | .340     | .405     | .745  |
| MLB：1年 | MLB：1年 | 19    | 50    | 42    | 3     | 9     | 5        | 0        | 1        | 17    | 3     | 0     | 0        | 0     | 0     | 8     | 0     | 0     | 14    | 1        | .214  | .340     | .405     | .745  |

- 2024年度シーズン終了時

### 年度別守備成績
| 年 度 | 球 団 | 一塁（1B） | 一塁（1B） | 一塁（1B） | 一塁（1B） | 一塁（1B） | 一塁（1B） |
| 年 度 | 球 団 | 試 合      | 刺 殺      | 補 殺      | 失 策      | 併 殺      | 守 備 率   |
| ----- | ----- | ---------- | ---------- | ---------- | ---------- | ---------- | ---------- |
| 2024  | TB    | 10         | 62         | 3          | 0          | 3          | 1.000      |
| MLB   | MLB   | 10         | 62         | 3          | 0          | 3          | 1.000      |

- 2024年度シーズン終了時

### 背番号
- 54（2024年）